# مونته‌فالکو
مونته‌فالکو (به ایتالیایی: Montefalco) یک کومونه در ایتالیا است که در استان پروجا واقع شده‌است.

## خصوصیات
مونته‌فالکو ۶۹ کیلومترمربع مساحت و ۵٬۷۰۲ نفر جمعیت دارد و ۴۷۳ متر بالاتر از سطح دریا واقع شده‌است.

## خواهرخوانده
شهر Sainte-Eulalie خواهرخواندهٔ مونته‌فالکو هست.